# Unione Sportiva Caratese 1938-1939
Questa voce raccoglie le informazioni riguardanti l'Unione Sportiva Caratese nelle competizioni ufficiali della stagione 1938-1939.

## Rosa
| N. |                   | Ruolo | Calciatore            |
| -- | ----------------- | ----- | --------------------- |
|    | Italia (bandiera) |       | Riccardo Beretta      |
|    | Italia (bandiera) | C     | Luigi Canepa          |
|    | Italia (bandiera) | D     | Giuseppe Cesana       |
|    | Italia (bandiera) | A     | Asperto Consonni      |
|    | Italia (bandiera) | D     | Gioacchino Cortese    |
|    | Italia (bandiera) |       | Giuseppe Ferrante     |
|    | Italia (bandiera) | C     | Bruno Foglia          |
|    | Italia (bandiera) | D     | Angelo Fumagalli (II) |
|    | Italia (bandiera) | D     | Pierino Fumagalli (I) |

| N. |                   | Ruolo | Calciatore        |
| -- | ----------------- | ----- | ----------------- |
|    | Italia (bandiera) | D     | Bruno Gambarelli  |
|    | Italia (bandiera) | A     | Riccardo Pulici   |
|    | Italia (bandiera) |       | Oreste Robelli    |
|    | Italia (bandiera) | C     | Sante Rossetti    |
|    | Italia (bandiera) |       | Bruno Torriani    |
|    | Italia (bandiera) | D     | Alfredo Valsecchi |
|    | Italia (bandiera) | A     | Carlo Vergani     |
|    | Italia (bandiera) | P     | Pietro Zappa      |